# Ruillé-en-Champagne
Ruillé-en-Champagne là một xã thuộc tỉnh Sarthe, trong vùng Pays de la Loire tây bắc nước Pháp. Xã này nằm có diện tích 15 km2. Sông Vègre chảy theo hướng tây nam qua thị trấn.